# 石川えりこ
石川 えりこ（いしかわ えりこ、1955年 - ）は、フリーイラストレーター、絵本作家。福岡県嘉麻市出身。

## 人物
画家であった祖父の影響で絵を描き始め、九州造形短期大学デザイン学科卒業後、研究生として絵本制作を学ぶ。福岡市、静岡市、仙台市の広告代理店勤務を経てフリーのイラストレーターとなる。炭鉱町で育った幼少期の体験をもとに描いた『ボタ山であそんだころ』（福音館書店）にて、2015年に第46回講談社出版文化賞を受賞。主な仕事に、日本相撲協会ポスター4本シリーズ、九州全県観光ポスター7県シリーズ、「幼稚園ママ」巻頭見開きイラスト連載（朝日新聞出版社）などがある。挿絵を担当した作品が文学賞を受賞することも多い。

## 装画・挿絵
- 『相席で黙っていられるか』装画（岩波書店）
- 『母の友 手紙でこんにちは』連載挿絵（福音館書店）
- 『母の友 一日一話』挿絵（福音館書店）
- 『1年のどうとく』『2年のどうとく』教科書表紙（東京書籍）

## 著作
- 『LOOKBOOK -ことばあそびのabc』（PIEBOOKS）
- 『くろうさぎはねた』（海風社）
- 『くじらのおれいまいり』（教育画劇）
- 『ぼうしをかぶったオニの子 -心が育つお話シリーズ』（主婦の友社）
- 『おばけのナンダッケ1.2.3』（国土社）
- 『ボタ山であそんだころ』（福音館書店）
- 『そうだったんだ！日本語 相席で黙っていられるか』（岩波書店）
- 『オバケのなんだっけ』シリーズ（国土社）
- 『たいらになった二つの山』（絵本塾出版）
- 『あひる』（くもん出版）
- 『てんきのいい日はつくしとり』（福音館書店）
- 『あららのはたけ』（作：村中李衣／福音館書店）坪田譲治文学賞受賞[2]
- 『うさぎとハリネズミ　きょうもいいひ』（文：はらまさかず／ひだまり舎））日本児童文学者協会新人賞受賞[3]